# Christiane Benner
Christiane Benner (Aken, 9 februari 1968) is een Duits socioloog en vakbondsbestuurder. Sinds 2023 is ze voorzitter van IG Metall, de grootste industrievakbond van Europa. Ze is de eerste vrouw in die rol.